# Chess Records
Chess Records er et pladeselskab i Chicago, etableret og ejet af Leonard Chess med kunstnere som Muddy Waters, Little Walter, Howlin Wolf, Chuck Berry, Willie Dixon og Etta James. Pladestudiet er af høj lydkvalitet og blandt pionererne indenfor blues og udviklingen af rock'n roll specielt med afroamerikanske dygtige kunstnere.
Filmen Cadillac Records af Darnell Martin, Sony 2008, beskriver historien.
| Musik | Spire Denne musikartikel er en spire som bør udbygges. Du er velkommen til at hjælpe Wikipedia ved at udvide den. |